# Château du Pont (Louveciennes)
Ne doit pas être confondu avec Château du Pont d'Avignon ou Château du Pont-de-Varenne.
Le château du Pont est un château médiéval français situé à Louveciennes (Yvelines). Il fait l'objet d'une inscription au titre des Monuments historiques depuis le 16 mars 1987

## Histoire

### XVIesiècle
Le château est acquis au  XVIe siècle par le seigneur Claude Nau, secrétaire de Marie Stuart, reine d’Écosse. Ses descendants l'occupent encore de nos jours.

### XXesiècle
Durant l’hiver 1942, Jeanne Baudot, élève louveciennoise de Pierre-Auguste Renoir, installe son chevalet et peint Le Château du Pont en hiver, effet de neige. Le tableau est reproduit sur le lieu de sa création sur le Chemin des Impressionnistes.